# NCIS: 로스앤젤레스
NCIS: 로스앤젤레스(NCIS: Los Angeles)는 2009년 9월 22일부터 2023년 5월 21일까지 CBS에서 방영된 드라마로, NCIS의 파생작이다.

## 캐스트
- 크리스 오도널 - G. Callen
- 다니엘라 루아 - Kensi Blye
- 피터 캠버 - Nate Getz
- 에릭 크리스천 올슨 - Marty Deeks
- 애덤 자말 크레이그 - Dominic Vail
- 배럿 포아 - Eric Beale
- 르네 펠리스 스미스 - Nell Jones
- 린다 헌트 - Hetty Lange
- LL 쿨 J - Sam Hanna